# Monasterio de Jobi
El monasterio de Jobi (en georgiano: ხობის მონასტერი), oficialmente el convento de la Dormición de Nodjijevi (en georgiano: ნოჯიხევის ყოვლადწმინდა ღვთისმშობლის მიძინების სახელობის დედათა მონასტერი), es un monasterio ortodoxo georgiano, ubicado cerca de la ciudad de Jobi, región de Mingrelia-Alta Esvanetia, en Georgia. La iglesia data del siglo XIII. Su exterior esta adornado con piedra ornamental tallada, mientras que el interior contiene frescos. Sirvió como abadía de la dinastía Dadiani de Mingrelia y albergaba varias reliquias e iconos cristianos. El monasterio está inscrito en la lista de monumentos culturales de importancia nacional de Georgia.

## Historia
La iglesia de Jobi se encuentra ubicada en el pueblo de Nojikhevi, a unos 3 km al norte de la ciudad de Jobi, en la región de Samegrelo-Zemo Svaneti, Georgia. El área es parte de la provincia histórica y cultural de Samegrelo (Mingrelia).
La primera mención registrada de Jobi, posteriormente conocida como Khopi, y su obispo Egnate, aparece en un documento georgiano del Monasterio de la Cruz, fechado entre 1212 y 1222. La fecha exacta en que se construyó la iglesia es desconocida, pero la datación en la segunda mitad del siglo XIII del historiador de arte Vajant Beridze, ha ganado terreno. El monasterio sirvió como abadía familiar y cementerio de los Dadiani, una dinastía principesca de Mingrelia. Los visitantes del siglo XVII a Mingrelia informaron que Jobi era venerada por las reliquias cristianas que contenía, como la túnica de la Virgen María y las partes del cuerpo de los santos Marina y Ciriaco de Atalia. Después de una pausa en la era soviética, la iglesia de Khobi fue restaurada para uso cristiano y actualmente sirve como convento.

## Diseño

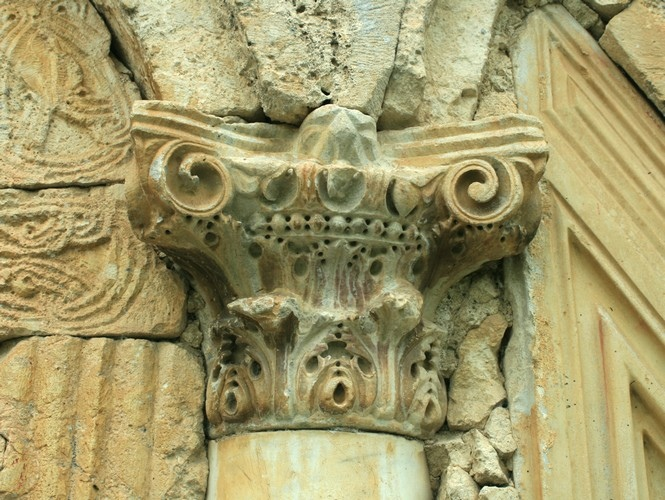
Capitel de mármol, botín de guerra del proveniente de Zigos.

Jobi es una iglesia de salón sin cúpula, con bóvedas cruzadas. Las esquinas noroeste y sudoeste habían sido asignadas a capillas individuales (eukterion), pero luego ambas fueron conectadas a la bahía central. Toda la longitud de las fachadas oeste y sur está flanqueada por una galería abierta, que termina en una capilla cerrada en el extremo este de la fachada sur. Las fachadas están decoradas con piedra tallada. Las paredes internas están adornadas con un conjunto de frescos del siglo XIII al XIV, influenciados por el arte tardío bizantino paleólogo, y del siglo XVII. Además de las pinturas religiosas, hay frescos que representan a miembros de la familia Dadiani, con inscripciones georgianas. Una larga inscripción en la capilla sur, en la escritura georgiana medieval asomtavruli, relata que una gran colección de columnas de mármol, capiteles y fragmentos del ambón fue llevada ahí por Vameq I Dadiani (muerto en 1396) como parte del botín de su victoriosa campaña contra  los Zigos. Estas piezas de mampostería, algunas de origen bizantino y que datan del siglo V, se utilizan para decorar las paredes de la capilla. No muy lejos de la iglesia principal, hay un campanario del siglo XIV al XVII, ruinas de un palacio episcopal del siglo XVII y restos de una pared, restaurada en un proyecto administrado por el gobierno en 2016.